# 火焰谷国家休闲区
火焰谷国家休闲区（英語：Flaming Gorge National Recreation Area），也作弗莱明峡谷国家休闲区，是一个美国的国家休闲区，位于怀俄明州与犹他州。位于休闲区中心的是91英里（146）长的火焰谷水库。